# Lamplight
Singles de Bee Gees
Kilburn Towers
(1968) Sun in My Morning
(1969)
Lamplight est une chanson enregistrée par les Bee Gees pour l’album double Odessa sorti en mars 1969. Elle fut mise sur la face B du 45 tours First Of May.
La chanson a été écrite Barry, Robin & Maurice Gibb et met en vedette la voix de Robin Gibb. Aucun autre 45 tours fut extrait de l’album et le fait que le producteur du groupe Robert Stigwood ai choisi First Of May, qui ne mettait en vedette que la voix de Barry Gibb pour la chanson principale du 45 tours, poussa Robin à quitter le groupe ; il reviendrait en 1970.

## Enregistrement
La maquette de la chanson a été enregistrée le 25 octobre 1968 ; celle-ci et une autre version alternative furent inclus dans la réédition remastérisée de L'album Odessa publié en 2009. L'introduction de la chanson est chantée en français : « Allons viens encore chérie J'attendrai an après an… sous la lampe dans la vieille avenue. » Le même passage a été chanté à la fin de la chanson, cette fois en anglais . Il n'y a pas de mots français figurant sur la maquette qui commence directement à la première strophe. La chanson a été enregistrée dans le studio Trident et le BAC Studios, à Londres, produit par Robert Stigwood avec les Bee Gees. Cette chanson a été incluse sur leur EP intitulé ''I Started a Joke, publié la même année.

## Composition du groupe
- Robin Gibb : voix principale, piano, mellotron
- Maurice Gibb : basse, piano, guitare, mellotron
- Barry Gibb : guitare
- Colin Petersen : batterie
- Bill Shepherd : arrangements orchestraux

## Autres Versions
Le chanteur Steve Barry accompagné de Lorraine Piché ont enregistré une version. Steve Barry a produit la chanson qui se trouve sur l'album : Ordinary People: An International Tribute to the Bee Gees sorti en 2002[pertinence contestée].